# Melanagromyza subfusca
Melanagromyza subfusca är en tvåvingeart som beskrevs av Malloch 1914. Melanagromyza subfusca ingår i släktet Melanagromyza och familjen minerarflugor.
Artens utbredningsområde är Taiwan. Inga underarter finns listade i Catalogue of Life.